# Khadijah Rushdan
Khadijah Michelle Rushdan (Wilmington, 5 dicembre 1988) è un'ex cestista e allenatrice di pallacanestro statunitense.

## Carriera
È stata selezionata dalle Los Angeles Sparks al secondo giro del Draft WNBA 2012 (15ª scelta assoluta).